# Dictyophara misionensis
Dictyophara misionensis är en insektsart som beskrevs av Jensen-haarup 1920. Dictyophara misionensis ingår i släktet Dictyophara och familjen Dictyopharidae. Inga underarter finns listade i Catalogue of Life.